# El precio de un hombre
El precio de un hombre (comercialitzada a Itàlia com The Bounty Killer i als Estats Units com The Ugly Ones) és una pel·lícula de l'any 1966 dirigida pel cineasta espanyol Eugenio Martín Márquez i protagonitzada per Tomás Milián i Richard Wyler. Està emmarcada dins del subgènere del spaghetti western. La pel·lícula va marcar el debut de Tomás Milián al gènere western i fou la primera banda sonora de pel·lícula composta per Stelvio Cipriani. També va ser el primer western espanyol a rebre un finançament estatal per l '"interès artístic de l'obra". Està basada en la novel·la de 1958 The Bounty Killer de Marvin H. Albert.
Fou mostrada com a part de la retrospectica de spaghetti western al 64a Mostra Internacional de Cinema de Venècia. L'11 d'octubre de 2017 Eugenio Martín fou homenatjat pel 50è aniversari de la pel·lícula al 7è Festival de Cinems Western d'Almeria.

## Argument
José Gómez (Tomás Milián), un facinerós en recerca i captura, torna a la seva ciutat natal perseguit per un caçador de recompenses: Luke Chilson (Richard Wyler). Els habitants de la petita comunitat protegiran Gómez, desprevingut en un primer moment, ja que immediatament torna a convertir-se en l'home perillós pel qual se'l coneix fora d'aquestes terres. A poc a poc creix la desconfiança entre els seus conciutadans, per la qual cosa aquests es posen de part del caça recompenses.

## Repartiment
- Richard Wyler - Luke Chilson
- Tomas Milian - José Gómez
- Ella Karin - Eden
- Mario Brega - Miguel
- Glenn Foster - Novak
- Hugo Blanco
- Luis Barboo
- Lola Gaos - Ruth Harman
- Ricardo Canales - Joe Harmon
- Manuel Zarzo - Marty Hefner
- Tito García - Zacarías
- Antonio Iranzo - Antonio
- Fernando Sánchez Polack - Doc, Gomez henchman
- Saturno Cerra - Gomez Henchman
- Augusto Pesarini - Gomez Henchman
- José Canalejas - Juan Valdez
- Goyo Lebrero - Cajero
- Enrique Navarro - Manuel, conductor de vagó
- Rafael Vaquero - xeriff de Bisbee
- Gonzalo Esquiroz - Bill,
- Ricardo Palacios
- Antonio Cintado - Max, l'escorta
- Chiro Bermejo - Dade, l'escorta
- Frank Braña - Wade Dempsey
- Gene Collins - Membre de la banda

## Premis
Als Premis del Sindicat Nacional de l'Espectacle de 1966 va guanyar el segon premi al a millor pel·lícula (150.000 pessetes) i el premi al millor director.